# Как-Ути-Виц-Кавиль
Как-Ути-Виц-Кавиль (майя: K’AKH’-u-TI’ WITZ’?-K’AWIL: — «Брызги воды из огненного рта Кавиля») — 12-й правитель майяского царства Шукууп со столицей в Копане с 628 по 695 год. Он правил 67 лет, что делает его правление самым долгим среди  других правителей Шукуупа.

## Биография
Предположительно, Как-Ути-Виц-Кавиль родился 11 ноября 604 года (длинный счёт: 9.8.11.6.19? 9 Kawak 7 Mak). Он воцарился 5 февраля 628 года (9.9.14.17.5 6 Chickchan 18 K’ayab) спустя 16 дней после смерти предыдущего правителя Буц-Чана. За первые 24 года правления Как-Ути-Виц-Кавиля известно мало информации, однако в 652 году он возвёл шесть стел (2, 3, 10, 12, 13 и 19) в Копане и Стелу 23 в Санта-Рита (город расположен в 12 км от Копана).
Как-Ути-Виц-Кавиль упоминается на Алтаре L из Киригуа, где он является субъектом события цак-хули, датированного 652 годом. До окончания своего правления он воздвигнул не менее девяти памятников и внёс изменения в архитектуру Копана. Он завершил «Строение 2», определив северную границу «Большой площади». Также он воздвиг одно из самых важных его строений — «Храм 26». Строительство храма произошло после ритуального разрушения строения Калтун-Хиша Папагайо и покрывавшей его пирамидой Маскарон. 
Как-Ути-Виц-Кавиль умер 15 июня 695 года (9.13.3.5.7 12 Manik’ 0 Yaxk’in) в возрасте 90 лет. Он пробыл у власти 67 лет, что делает его правление самым долгим среди других правителей Шукуупа. Спустя два дня после его смерти он был похоронен, предположительно, в пирамиде Чорча, находящаяся под «Храмом 26». В полу снесённого святилища пирамиды был выкопан склеп длиной 7,6 метров, покрытый 11 каменными плитами. В склепе находилось тело взрослого мужчины и ребёнка. Тело мужчины было обёрнуто рогожей и украшено нефритовыми украшениями (ожерельем из резных фигур и украшением для ушей). Погребальный инвентарь в общей сложности включал в себя 44 гончарных сосуда, 10 горшков с красками, одну повреждённую книгу, шкуру ягуара и раковины спондилюсов.
Как-Ути-Виц-Кавиль изображён на Алтаре Q, датированном 775 или 776 годом. На нём он изображён сидящим на глифе титула, отдающего уважение к его возрасту.

## Галерея
- Стела 1
- Стела 2
- Стела 3
- Стела 12